# Carl Wilhelm Boeck
Carl Wilhelm Boeck, född den 15 december 1808 i Kongsberg, död den 10 december 1875, var en norsk läkare, halvbror till Christian Boeck.
Boeck hade varit anställd som bruksläkare och militärläkare, då han 1846 utnämndes till universitetslärare i medicin. År 1869 tog han avsked från nämnda befattning, varefter han i ett års tid vistades i Amerika. 1871 blev han överläkare vid rikshospitalets avdelning för hudsjukdomar.  Boecks specialitet var hudsjukdomar, främst spetälska och syfilis. Hans förnämsta verk rörande den förstnämnda sjukdomen, Om spedalskhed (1847, i förening med D. C. Danielssen), utkom 1848 på franska och belönades av franska institutet med montyonska priset (2 000 francs). 
I förening med Danielssen utgav Boeck även det stora verket Samlinger af iagttagelser over hudens sygdomme (1855–1862). Som syfilisläkare tillämpade han under åtskilliga år Auzias-Turennes syfilisation (inympningsmetod), om vars fördelaktiga användning han uttalade sig i flera större och mindre skrifter. För syfilisationen verkade han även i England, dit han blev kallad för att använda sin metod på därvarande militärsjukhus. Auzias-Turenne visade honom tacksamhet genom att testamentera sitt bibliotek till Kristiania universitet. Boeck sökte bilda en skola, men hans idéer rönte föga framgång.